# Matea Ferk
Matea Ferk (ur. 8 czerwca 1987 w Rijece) – chorwacka narciarka alpejska, olimpijka.

## Kariera
Po raz pierwszy na arenie międzynarodowej pojawiła się 7 marca 2003 roku w Feldbergu, gdzie w zawodach FIS zajęła 47. miejsce w slalomie. W 2004 roku wystąpiła na mistrzostwach świata juniorów w Mariborze, gdzie nie ukończyła rywalizacji w gigancie i slalomie. Jeszcze dwukrotnie startowała na imprezach tego cyklu, zajmując między innymi piąte miejsce w slalomie podczas mistrzostw świata juniorów w Québecu w 2006 roku.
W zawodach Pucharu Świata zadebiutowała 27 listopada 2004 roku w Aspen, gdzie nie ukończyła pierwszego przejazdu slalomu. Nigdy nie zdobyła punktów w zawodach tego cyklu.
Podczas igrzysk olimpijskich w Turynie w 2006 roku wystartowała w gigancie i slalomie, jednak obu konkurencji nie ukończyła. Na rozgrywanych cztery lata później igrzyskach w Vancouver ponownie nie ukończyła rywalizacji w gigancie, a w slalomie uplasowała się na 34. pozycji. Zajęła też między innymi 40. miejsce w gigancie na mistrzostwach świata w Santa Caterina w 2005 roku.

## Osiągnięcia

### Igrzyska olimpijskie
| Miejsce | Dzień     | Rok  | Miejscowość | Konkurencja | Czas biegu | Strata | Zwyciężczyni        |
| ------- | --------- | ---- | ----------- | ----------- | ---------- | ------ | ------------------- |
| DNF1    | 22 lutego | 2006 | Turyn       | Slalom      | 1:29,04    | –      | Anja Pärson         |
| DNF2    | 24 lutego | 2006 | Turyn       | Gigant      | 2:09,19    | –      | Julia Mancuso       |
| DNF1    | 25 lutego | 2010 | Whistler    | Gigant      | 2:27,11    | –      | Viktoria Rebensburg |
| 34.     | 26 lutego | 2010 | Whistler    | Slalom      | 1:42,89    | +8,04  | Maria Riesch        |

### Mistrzostwa świata
| Miejsce | Dzień     | Rok  | Miejscowość    | Konkurencja | Czas biegu | Strata | Zwyciężczyni     |
| ------- | --------- | ---- | -------------- | ----------- | ---------- | ------ | ---------------- |
| 40.     | 8 lutego  | 2005 | Santa Caterina | Gigant      | 2:13,63    | +10,01 | Anja Pärson      |
| DNF1    | 11 lutego | 2005 | Santa Caterina | Slalom      | 1:47,98    | –      | Janica Kostelić  |
| DNF1    | 14 lutego | 2009 | Val d’Isère    | Slalom      | 1:51,80    | –      | Maria Riesch     |
| 51.     | 16 lutego | 2013 | Schladming     | Slalom      | 1:39,85    | +14,11 | Mikaela Shiffrin |

### Mistrzostwa świata juniorów
| Miejsce | Dzień     | Rok  | Miejscowość  | Konkurencja | Czas biegu | Strata | Zwyciężczyni          |
| ------- | --------- | ---- | ------------ | ----------- | ---------- | ------ | --------------------- |
| DNF2    | 14 lutego | 2004 | Maribor      | Gigant      | 2:21,39    | –      | Maria Riesch          |
| DNS1    | 15 lutego | 2004 | Maribor      | Slalom      | 1:40,73    | –      | Kathrin Zettel        |
| 21.     | 25 lutego | 2005 | Bardonecchia | Slalom      | 1:23,97    | +6,39  | Sarka Zahrobska       |
| DNF2    | 26 lutego | 2005 | Bardonecchia | Gigant      | 2:21,34    | –      | Nadia Fanchini        |
| 5.      | 4 marca   | 2006 | Quebec       | Slalom      | 1:37,30    | +1,65  | Maria Pietilä-Holmner |
| 41.     | 5 marca   | 2006 | Quebec       | Supergigant | 1:10,96    | +4,07  | Anna Fenninger        |
| DNF1    | 7 marca   | 2006 | Quebec       | Gigant      | 2:22,43    | –      | Tina Weirather        |

### Puchar Świata

#### Miejsca w klasyfikacji generalnej
- sezon 2004/2005: -
- sezon 2005/2006: -
- sezon 2008/2009: -
- sezon 2009/2010: -

#### Miejsca na podium
- Ferk nigdy nie stanęła na podium zawodów PŚ.